# Caito Mainier
Carlos Eduardo Lessa Mainier, mais conhecido como Caito Mainier (Niterói, 26 de outubro de 1977), é um ator, editor, roteirista e humorista brasileiro.
Ocasionalmente, é ator dos programas Larica Total, Lady Night, Irmão do Jorel e O Último Programa do Mundo, no qual interpretou pela primeira vez o personagem Rogerinho do Ingá.
Divide com Daniel Furlan a apresentação da websérie Falha de Cobertura. produzida pela TV Quase. Pela mesma produtora, é acompanhado por Furlan, além de Raul Chequer e Leandro Ramos, no Choque de Cultura, programa satírico à crítica de cinema.

## Filmografia

### Televisão
| Ano           | Título                       | Função            | Notas                                                            |
| ------------- | ---------------------------- | ----------------- | ---------------------------------------------------------------- |
| 2016-presente | Choque de Cultura            | Rogerinho do Ingá |                                                                  |
| 2018          | Borges                       | Robson Santana    |                                                                  |
| 2022          | Turma da Mônica - A Série    | Seu Quinzão       |                                                                  |
| 2022          | Encantado's                  | Nelsinho          | Episódio: "Coisinha do Pai" Episódio: "Encantado's e Cancelados" |
| 2024          | Cosme e Damião: Quase Santos | Jorginho da Matta | Episódio: "O Quebra-Mola" Episódio: "Família Vira Voto"          |

### Cinema
| Ano  | Título          | Função       | Notas |
| ---- | --------------- | ------------ | ----- |
| 2018 | Chorar de Rir   | Índio        | [ 5 ] |
| 2018 | Uma Quase Dupla | Ricardo      |       |
| 2021 | Os Salafrários  | Charles      |       |
| 2024 | Caindo na Real  | Rei González |       |

## Como roteirista

#### Televisão
| Ano  | Título                       | Notas |
| ---- | ---------------------------- | ----- |
| 2024 | Cosme e Damião: Quase Santos |       |
| 2025 | Pablo e Luisão               |       |

## Como diretor

#### Televisão
| Ano     | Título           | Notas |
| ------- | ---------------- | ----- |
| 2024-25 | Terapia de Casal |       |